# Semaeopus filiferata
Semaeopus filiferata là một loài bướm đêm trong họ Geometridae.